# Pourouma ferruginea
Pourouma ferruginea är en nässelväxtart som beskrevs av Paul Carpenter Standley. Pourouma ferruginea ingår i släktet Pourouma och familjen nässelväxter. Inga underarter finns listade i Catalogue of Life.